# Killer Instinct 2
Killer Instinct 2 (abreviado KI2) es un videojuego arcade de lucha desarrollado por Rare Ltd., licenciado por Nintendo y manufacturado por Midway. KI2 es el segundo juego de la franquicia de Killer Instinct, un juego arcade, el cual también fue llevado a la plataforma de SNES, pero nunca fue publicado. Como su predecesor, el juego consiste de dos palancas de 8 direcciones, con seis botones cada uno para los ataques (tres puñetazos y tres patadas), lo que permite tanto un modo para un solo jugador o dos jugadores en modo 'versus'. Una versión modificada de KI2 apareció en Nintendo 64: Killer Instinct Gold, en 1996. Las diferencias de esta versión son, entre otras: remoción del movimiento Rigor mortis de Jago, personajes más pequeños y cambios en algunos combos y en los límites de golpes, a diferencia de su contraparte en Arcade la versión de N64 cuenta con todos los escenarios generados con gráficos en tiempo real. La versión casera cuenta también con entrenamiento y opciones para habilitar y deshabilitar características como: proyectiles rápidos, barra de supers llena todo el tiempo, mayor velocidad, entre otros.

## Argumento
El argumento sigue el final del último juego en donde Black Orchid mata a Eyedol lo que accidentalmente activa un viaje temporal que envía a algunos de los participantes en el pasado y permitiendo al Señor de los demonios Gargos escapar del limbo. Ahora atrapados dos mil años en el pasado los guerreros que sobrevivieron el torneo de Killer Instinct junto con unos nuevos rostros del pasado luchan por el derecho de enfrentar a Gargos por sus respectivas razones, esta vez no hay un torneo ni un premio monetario, es una pelea hasta el final con el futuro de la humanidad sobre la balanza.

### Finales
Cada personaje tiene 2 o 4 finales. El final depende si el jugador asesina o no uno o más personajes específicos (usando  movimientos finales en lugar de solo acabando su vida).
Por ejemplo el final de Jago involucra a Fulgore y Orchid. Por lo cual matarlos o no durante la partida cambia los resultados de sus finales.
- Si mata a ambos, Jago disfruta su victoria sobre Fulgore pero sentirá un inexplicable vacío en su corazón.
- Si solo destruye a Fulgore, Jago descubrira que Orchid era su hermana perdida y formaran un equipo.
- Si solo mata a Orchid, Fulgore logra asesinar a Jago y la historia es sobre escrita en un mundo dominado por Ultratech.
- Si no mata a ninguno, Fulgore intentara asesinar a Jago pero Orchid aparece antes de que ataque y entre ambos destruyen a Fulgore.

## Jugabilidad
Los movimientos llamados combos (secuencias de golpes) son más complejos debido a la introducción de super movimientos (supers) que funcionan como un autodouble pero mucho más largos. Además, se puede efectuar un mini-ultra en el primer asalto (round), con un movimiento similar al ultra combo. Como comentaron sus creadores, y, en particular, Ken Lobb, este nuevo juego es más rápido que su antecesor y requiere de una táctica más agresiva.

## Personajes
- T. J. Combo. Después de una victoria decisiva sobre Riptor en el torneo, Combo intentó destruir el cuartel general de Ultratech. Atrapado mientras Ultratech es enviado al pasado, Combo debe volver a casa antes de que sea muy tarde.

- Fulgore. El avanzado y más letal sucesor del Cyborg Fulgore original destruido por Jago. Activado luego del salto temporal sus últimos comandos dados por Ultratech son ejecutados... encontrar a Jago y matarlo.

- Glacius. Dos milenios de ahora un pariente capturado gana su libertad matando a un ser de fuego (Cinder) y escapando a su hogar. Pero ahora en el pasado un llamado de auxilio ha sido respondida, Glacius (diferente al del primer torneo) debe liberar a su raza varada.

- Jago. Después de haber destruido a Fulgore, un furioso Jago es traicionado por quien fue alguna vez su maestro el espíritu del tigre. El señor de los demonios lo utilizó para escapar del vacío, y ahora Jago jura venganza.

- Kim Wu. Descendiente de los héroes que desterraron a Eyedol y Gargos, Kim es designada guardián de su pueblo. Con el regreso de Gargos, Kim debe cumplir con su deber a su patria y destruirlo para siempre.

- Maya. Hecha reina de la tierra de Amazonia después de su participación en desterrar al señor oscuro Gargos. Es expulsada de su tribu con el regreso de Gargos. Maya debe vencerlo para recuperar su trono.

- B. Orchid. La muerte de Eyedol a manos de Orchid liberó energías masivas enviando Ultratech al pasado. Ahora dos mil años en el pasado Orchid debe enfrentar un nuevo desafío y un enemigo aún más grande.

- Sabrewulf. Indispuesto a sucumbir a la bestia dentro de él, Sabrewulf fue dañado gravemente en el torneo KI. Capturado por Ultratech, el ha sido enloquecido por sus reparaciones y ahora solo vive por venganza.

- Spinal. Aunque destruido por Thunder en el presente, un Spinal más joven todavía existe en el pasado. Resucitado por Gargos y obligado a servirle, va en contra del tirano para ganar su libertad.

- Tusk. Con el regreso del señor demonio de la tierra. Tusk sale de la arena para emitir su desafío. Sólo derrotando a todo los adversarios puede un héroe ganar el derecho para hacer frente al malvado Gargos.

- Gargos. Señor de los demonios y uno de los dos grandes señores de la guerra que fueron enviados misteriosamente al limbo en el pasado, Gargos logró escapar del limbo gracias a la ruptura temporal causada con la muerte de Eyedol, ahora libre de su prisión quiere dominar el mundo, es el rival de Eyedol.

## Niveles
- Wolf's Castle ((Sabrewulf)
- Jungle (Maya)
- Helipad (B. Orchid)
- Bridge (Jago)
- Spaceship (Glacius)
- Street (T.J. Combo)
- Dojo (Kim Wu)
- Stonehenge (Tusk)
- Ship (Spinal)
- Museum (Fulgore)
- Dungeon (Gargos)

### Extras
- Spinal's Ship
- Sky Stage

- Datos: Q2526781